# 18301 Конюхов
18301 Конюхов (18301 Konyukhov) — астероїд головного поясу, відкритий 27 серпня 1979 року.
Тіссеранів параметр щодо Юпітера — 3,602.